# بريدنيزولون
البريدنيوزلون (بالإنجليزية: Prednisolone) دواء ستيرويدي يُستخدم في علاج بعض أنواع الحساسية والحالات الالتهابية والاضطرابات المناعية الذاتية والسرطانات. من هذه الحالات: قصور الكظر وارتفاع كلس الدم والتهاب المفاصل الروماتويدي والتهاب الجلد والعينين والربو والتصلب المتعدد. يمكن أخذ الدواء عبر الفم أو حقنه ضمن الأوردة، وقد يُستخدم موضعيًا على شكل مرهم جلدي أو قطرات عينية.
تشمل الآثار الجانبية قصيرة الأمد الغثيان والشعور بالتعب، وقد تتضمن الآثار الجانبية الأشد الاضطرابات النفسية التي قد تحدث في 5% من المرضى تقريبًا. تشمل الآثار الجانبية طويلة الأمد هشاشة العظام والضعف العضلي والعدوى بالخمائر وسهولة التكدم. يُعد استخدام الدواء قصير الأمد في المراحل الأخيرة من الحمل آمنًا، لكن الاستخدام طويل الأمد أو في بداية الحمل يترافق أحيانًا مع أذية الجنين. ينتمي البريدنيزولون إلى الهرمونات القشرية السكرية المشتقة من الهيدروكورتيزون (الكورتيزول).
اكتُشف البريدنيزولون عام 1955 ونال موافقة الاستخدام الطبي في ذات العام. أُدرج هذا المركب في قائمة الأدوية الأساسية في منظمة الصحة العالمية، وفي عام 2019 احتل المرتبة 139 في قائمة أشيع الأدوية استخدامًا في الولايات المتحدة بأكثر من 4 ملايين وصفة.

## الاستخدامات الطبية
البريدنيزولون هرمون قشري سكري يملك فعاليةً قشريةً سكريةً مسيطرة مع بعض الفعالية القشرية المعدنية ما يجعله مفيدًا في علاج طيف واسع من الحالات الالتهابية والمناعية الذاتية مثل الربو والتهاب العنبية وتقرح الجلد الغنغريني والتهاب المفاصل الروماتويدي والشرى والوذمة الوعائية والتهاب الكولون التقرحي والتهاب التامور والتهاب الشريان ذو الخلايا العملاقة وداء كرون وشلل الوجه النصفي والتصلب المتعدد والصداع العنقودي والتهاب الأوعية وابيضاض الدم اللمفاوي الحاد والتهاب الكبد بالمناعة الذاتية والذئبة الحمامية الشاملة وداء كاواساكي والتهاب العضلات والجلد.
يُعد المعلق العيني بريدنيزولون أسيتات (قطرة عينية) منتجًا ستيرويديًا كظريًا يُحضر بشكل معلق عيني عقيم ويُستخدم لإنقاص التورم والاحمرار والحكة والتفاعلات التحسسية التي تُصيب العين. اكتشف أن هذا الدواء خيار علاجي وارد في حالات التهاب القرنية.
يمكن استخدام البريدنيزولون لعلاج رد الفعل التحسسي الذي يتراوح بين الحساسية الموسمية والتفاعلات التحسسية الدوائية.
يمكن استخدام الدواء أيضًا للتثبيط المناعي في عمليات زرع الأعضاء، ويُعطى بجرعات منخفضة في حالات قصور الكظر البدئي (داء أديسون). تثبط الستيرويدات القشرية الاستجابة الالتهابية للعديد من العوامل المحرضة، ويُفترض أنها تؤخر الشفاء أو تبطئ حدوثه. تثبط هذه المركبات حدوث الوذمة وتراكم الفبرين والتوسع الشعري وهجرة الكريات البيضاء والتكاثر الوعائي وتكاثر أرومات الليف وتراكم الكولاجين وتشكل الندب الجلدية المرافقة للالتهاب.

## التأثيرات الجانبية
تشمل التأثيرات الجانبية لاستخدام البريدنيزولون:
- زيادة الشهية واكتساب الوزن والغثيان والتوعك.
- ارتفاع خطر العدوى.
- المشكلات القلبية الوعائية.
- التأثيرات الجلدية التي تشمل احمرار جلد الوجه وتكدم الجلد أو تغير لونه وضعف شفاء الجروح وترقق الجلد وظهور الطفح وتراكم السوائل واضطراب نمو الشعر.
- ارتفاع سكر الدم: قد يحتاج المصابون بالسكري إلى رفع جرعة الأنسولين أو أدوية السكري.
- اضطرابات الدورة الطمثية.
- انخفاض الاستجابة للهرمونات خصوصًا في حالات الشدة مثل الجراحات والمرض.
- تغير مستويات الشوارد: ارتفاع الضغط الدموي وزيادة مستوى الصوديوم وانخفاض البوتاسيوم ما يؤدي إلى القلاء.
- تأثيرات الجهاز الهضمي: تورم مخاطية المعدة وارتفاع عكوس في إنزيمات الكبد وزيادة خطورة حدوث القرحة المعدية.
- شذوذ العظام والعضلات، خصوصًا الضعف العضلي وهشاشة العظام (راجع هشاشة العظام المحرضة بالستيرويدات) وكسور العظام الطويلة وتمزق الأوتار وكسور الفقرات.
- التأثيرات العصبية مثل الحركات غير الإرادية (الاختلاجات) والصداع والدوار.
- الاضطرابات السلوكية.
- انثقاب الحاجز الأنفي وانثقاب الأمعاء (في بعض الحالات المرضية).

قد يقود سحب البريدنيزولون بعد الاستخدام الطويل أو الجرعات العالية إلى قصور الكظر.

### الحمل والإرضاع
رغم عدم وجود دراسات مهمة على البشر حول استخدام البريدنيزولون لدى الحوامل، تظهر الدراسات على حيوانات عديدة أنه قد يسبب عيوبًا ولادية منها انشقاق الحنك. يجب استخدام البريدنيزولون لدى الحوامل عندما تتخطى الفوائد الدوائية مخاطره، ويجب مراقبة القصور الكظري لدى مواليد الأمهات اللواتي استخدمن البريدنيزولون خلال الحمل. يوجد البريدنيزولون في حليب الثدي عند الأمهات اللواتي يأخذن الدواء.